# Martina Capurro Taborda
Martina Capurro Taborda (Avellaneda, 4 dicembre 1997) è una tennista argentina.

## Biografia
Martina Capurro Taborda ha vinto 8 titoli in singolare e 7 titoli in doppio nel circuito ITF in carriera. Il 27 novembre 2023 ha conseguito il best ranking in singolare issandosi sino alla 153ª posizione mondiale, lo stesso giorno ha raggiunto la 380ª posizione mondiale in doppio.
Fa parte della squadra argentina di Fed Cup, dove ha debuttato nel 2023 riuscendo ad ottenere un bilancio complessivo di 4 vittorie e 1 sconfitta. Ai Tennis ai XIX Giochi panamericani conquistala medaglia di bronzo nel doppio misto insieme al connazionale Facundo Díaz Acosta.
All'età di 19 anni, ha vinto una borsa di studio all'Università dell'Oklahoma dove ha conseguito ben due lauree mentre giocava a tennis al college. In seguito, ha cominciato a giocare a livello professionistico ed ha conquistato i suoi primi titoli del circuito ITF nel 2022.
Ha fatto il suo debutto nel circuito maggiore al Brasil Tennis Cup 2016, dove non è riuscita a superare le qualificazioni, ma viene comunque ripescata come lucky loser. Nel suo primo tabellone principale è stata sconfitta dalla brasiliana Paula Cristina Gonçalves racimolando appena quattro giochi. Sette anni dopo, nello stesso torneo rinominato MundoTenis Open 2023, riesce a raggiungere la sua prima finale in carriera di categoria WTA 125, dove durante il suo cammino ha sconfitto la testa di serie numero 8 Elizabeth Mandlik e la numero 3 Nadia Podoroska in semifinale. Nell'ultimo atto, é sconfitta dall'australiana ex numero 32 del mondo Ajla Tomljanović, tornata da un lungo infortunio, con il punteggio di 1-6, 5-7.

## Circuito WTA 125

### Singolare

#### Sconfitte (1)
| N. | Data             | Torneo                         | Superficie  | Avversaria in finale | Punteggio |
| 1. | 26 novembre 2023 | MundoTenis Open, Florianópolis | Terra rossa | Ajla Tomljanović     | 1-6, 5-7  |

## Statistiche ITF

### Singolare

#### Vittorie (8)
| Torneo $100.000 (0) |
| Torneo $80.000 (0)  |
| Torneo $75.000 (0)  |
| Torneo $60.000 (0)  |
| Torneo $50.000 (0)  |
| Torneo $40.000 (0)  |
| Torneo $25.000 (5)  |
| Torneo $15.000 (3)  |
| Torneo $10.000 (0)  |

| N. | Data           | Torneo                                       | Superficie  | Avversaria in finale | Punteggio        |
| 1. | 1º maggio 2022 | Circuito Feminino Future de Tênis, San Paolo | Terra rossa | Nadine Keller        | 6-1, 6-3         |
| 2. | 15 maggio 2022 | Circuito Feminino Future de Tênis, San Paolo | Terra rossa | Noelia Zeballos      | 2-6, 6-3, 6-0    |
| 3. | 25 giugno 2023 | Women's Santo Domingo, Santo Domingo         | Terra rossa | Leonie Küng          | 6-2, 6-4         |
| 4. | 2 luglio 2023  | Women's Santo Domingo, Santo Domingo         | Terra rossa | Gergana Topalova     | 3-6, 6-0, 6-0    |
| 5. | 9 luglio 2023  | Vilas Academy Punta Cana, Punta Cana         | Terra rossa | Ekaterina Makarova   | 1-6, 6-4, 6-4    |
| 6. | 30 luglio 2023 | Bragado Women's, Bragado                     | Terra rossa | Solana Sierra        | 6-4, 6-1         |
| 7. | 6 agosto 2023  | Junín Women's, Junín                         | Terra rossa | Solana Sierra        | 3-6, 7-6(2), 6-1 |
| 8. | 17 maggio 2025 | Women's Trelew, Trelew                       | Cemento (i) | Victoria Bosio       | 3-6, 6-2, 6-1    |

#### Sconfitte (4)
| Torneo $100.000 (0) |
| Torneo $80.000 (0)  |
| Torneo $75.000 (0)  |
| Torneo $60.000 (0)  |
| Torneo $50.000 (0)  |
| Torneo $40.000 (0)  |
| Torneo $25.000 (1)  |
| Torneo $15.000 (2)  |
| Torneo $10.000 (1)  |

| N. | Data           | Torneo                                    | Superficie  | Avversaria in finale | Punteggio   |
| 1. | 12 giugno 2016 | Torneo Tenis Club Argentino, Buenos Aires | Terra rossa | Victoria Bosio       | 0-6, 2-6    |
| 2. | 8 maggio 2022  | Ano II Copa Feminina de Tenis, Curitiba   | Terra rossa | Bianca Behúlová      | 4-6, 6(2)-7 |
| 3. | 8 ottobre 2023 | Mendoza Women's, Mendoza                  | Terra rossa | Solana Sierra        | 1-6, 3-6    |
| 4. | 25 maggio 2025 | Women's Trelew, Trelew                    | Cemento (i) | Victoria Bosio       | 6(1)-7, 4-6 |

### Doppio

#### Vittorie (7)
| Torneo $100.000 (0) |
| Torneo $80.000 (0)  |
| Torneo $75.000 (0)  |
| Torneo $60.000 (0)  |
| Torneo $50.000 (0)  |
| Torneo $40.000 (0)  |
| Torneo $25.000 (2)  |
| Torneo $15.000 (5)  |
| Torneo $10.000 (0)  |

| N. | Data              | Torneo                                       | Superficie  | Compagna                  | Avversarie in finale                         | Punteggio           |
| 1. | 13 luglio 2019    | Magic Tours, Tabarka                         | Terra rossa | Yuliana Lizarazo          | Diana Chehoudi Noa Liauw a Fong              | 6-2, 6-1            |
| 2. | 30 aprile 2022    | Circuito Feminino Future de Tênis, San Paolo | Terra rossa | Fernanda Labraña          | Fernanda Astete Marian Gómez Pezuela         | 6-2, 6-1            |
| 3. | 7 maggio 2022     | Ano II Copa Feminina de Tenis, Curitiba      | Terra rossa | Fernanda Labraña          | Ana Filipa Santos Noelia Zeballos            | 6-1, 6-4            |
| 4. | 14 maggio 2022    | Circuito Feminino Future de Tênis, San Paolo | Terra rossa | Fernanda Labraña          | Romina Ccuno Noelia Zeballos                 | 7-6(1), 3–6, [10–7] |
| 5. | 30 settembre 2023 | Women's Luján, Luján                         | Terra rossa | Fernanda Labraña          | Nicole Fossa Huergo Luisa Meyer              | 6-2, 7-5            |
| 6. | 17 maggio 2025    | Women's Trelew, Trelew                       | Cemento (i) | Marian Gómez Pezuela Cano | Luciana Moyano Camila Romero                 | 6-0, 7-6(7)         |
| 7. | 2 agosto 2025     | Pergamino Women's, Pergamino                 | Terra rossa | Julia Riera               | Luisina Giovannini Marian Gómez Pezuela Cano | 6-4, 6-2            |

#### Sconfitte (4)
| Torneo $100.000 (0) |
| Torneo $80.000 (0)  |
| Torneo $75.000 (0)  |
| Torneo $60.000 (0)  |
| Torneo $50.000 (0)  |
| Torneo $40.000 (0)  |
| Torneo $25.000 (1)  |
| Torneo $15.000 (3)  |
| Torneo $10.000 (0)  |

| N. | Data           | Torneo                                           | Superficie  | Compagna                  | Avversarie in finale                 | Punteggio        |
| 1. | 17 agosto 2018 | Copa American Express Banco Guayaquil, Guayaquil | Terra rossa | Camila Romero             | Fernanda Brito Sofía Luini           | 6(5)-7, 3–6      |
| 2. | 29 giugno 2019 | Magic Tours, Tabarka                             | Terra rossa | Anna Turati               | Fanny Östlund Alexandra Viktorovitch | 3–6, 6–2, [8–10] |
| 3. | 1º luglio 2023 | Women's Santo Domingo, Santo Domingo             | Terra rossa | Noelia Bouzó Zanotti      | Leonie Küng Ksenija Laskutova        | 4-6, 6-3, [3-10] |
| 4. | 24 maggio 2025 | Women's Trelew, Trelew                           | Cemento (i) | Marian Gómez Pezuela Cano | Luciana Moyano Camila Romero         | 1-6, 4-6         |